# Sângeorgiu de Pădure
Sângeorgiu de Pădure ou Erdőszentgyörgy en hongrois (Sankt Georgen auf der Heide en allemand) est une ville roumaine du județ de Mureș, dans la région historique de Transylvanie et dans la région de développement du Centre.

## Géographie
La ville de Sângeorgiu de Pădure est située au sud-est du județ sur le Plateau de Târnăveni (Podișul Târnăvelor), sur le cours supérieur de la Târnava Mică, à la limite avec le județ de Harghita, à 34 km au sud-est de Târgu Mureș, le chef-lieu du județ et à 25 km au sud-ouest de Sovata.
À 2 km de la ville se trouve le lac Bezid, créé par la construction du barrage de Bezid sur un affluent de la Târnava Mică.
La municipalité est composée de la ville de Sângeorgiu de Pădure et des trois villages suivants (population en 2002) :
- Bezid (699) ;
- Bezidu Nou (39) ;
- Loțu (6) ;
- Sângeorgiu de Pădure (4 748), siège de la municipalité.

## Histoire
Des traces d'habitat datant de l'Âge du bronze et de l'Âge du fer ont été retrouvés sur le territoire de la commune. La première mention écrite de la ville date de 1333, dans un document où unprêtre de Sancto Georgio verse une somme de 6 dinars à l'évêché voisin.
La ville a été ensuite connue sous son nom hongrois de Erdőszentgyörgy.
La ville de Sângeorgiu de Pădure a appartenu au royaume de Hongrie, puis à l'empire d'Autriche et à l'Empire austro-hongrois.
En 1876, lors de la réorganisation administrative de la Transylvanie, Sângeorgiu de Pădure a été rattaché au comitat de Maros-Torda.
La ville de Sângeorgiu de Pădure a rejoint la Roumanie en 1920, au traité de Trianon, lors de la désagrégation de l'Autriche-Hongrie. Après le deuxième arbitrage de Vienne, elle a été occupée par la Hongrie de 1940 à 1944 et elle est redevenue roumaine en 1945. La communauté juive a été détruite par les nazis durant la Shoah.
Sângeorgiu de Pădure a obtenu le statut de ville en 2003.

## Politique
| Parti | Parti                                      | Sièges |
| ----- | ------------------------------------------ | ------ |
|       | Union démocrate magyare de Roumanie (UDMR) | 10     |
|       | Parti social-démocrate (PSD)               | 2      |
|       | Parti civique magyar (PCM)                 | 2      |
|       | Parti national libéral (PNL)               | 1      |

## Religions
En 2002, la composition religieuse de la ville était la suivante :
- Réformés, 54,71 % ;
- Chrétiens orthodoxes, 19,61 % ;
- Unitariens, 10,34 % ;
- Catholiques romains, 8,55 % ;
- Baptistes, 1,07 %.

## Démographie
La ville a toujours une majorité hongroise.
En 1900, la ville comptait 352 Roumains (7,77 %) et 4 131 Hongrois (91,23 %)(
En 1930, on recensait 1 194 Roumains (24,73 %), 2 954 Hongrois (61,17 %), 334 Juifs (6,92 %) et 334 Tsiganes (6,92 %).
En 2002, 1 096 Roumains (19,95 %) côtoient 4 169 Hongrois (75,54 %) et 244 Tsiganes (4,44 %). La ville comptait alors 2 121 ménages et 1 912 logements.
| 1850  | 1880  | 1900  | 1910  | 1930  | 1956  | 1977  | 1992  | 2002  |
| ----- | ----- | ----- | ----- | ----- | ----- | ----- | ----- | ----- |
| 3 354 | 3 882 | 4 277 | 4 528 | 4 829 | 6 360 | 5 714 | 5 715 | 5 492 |

| 2007  | - | - | - | - | - | - | - | - |
| ----- | - | - | - | - | - | - | - | - |
| 5 571 | - | - | - | - | - | - | - | - |

## Économie
L'économie de la ville repose sur l'agriculture, l'exploitation des forêts et le tourisme (nombreux centres de repos et de santé dans les environs).

## Jumelages
- Baja (Hongrie)
- Celldömölk (Hongrie)
- Plan-les-Ouates (Suisse)
- Varades (France) avec le village de Bezid plus particulièrement[7]

## Communications

### Routes
La ville de Sângeorgiu de Pădure est située sur la route nationale DN13A Sovata-Bălăușeri qui permet de rejoindre Târgu Mureș et Sighișoara.

### Voies ferrées
Sângeorgiu de Pădure se trouve sur la ligne Blaj-Praid qui dessert Târnăveni et Sovata.

## Lieux et monuments
- Château Rhédey construit de 1807 à 1809 dans le style baroque pour le comte László Rhédei sur les restes d'une château médiéval. La fille de ce comte, Claudine Rhedey von Kis-Rhede épousa le Duc Alexandre de Wurtemberg. Leur petite-fille Mary de Teck devait épouser le roi George V en 1910.

- Temple réformé, de style gothique des XIIIe siècle et XIVe siècle.

- Lac Bezid (église engloutie).